# Famenne Ardenne Classic 2024
De zesde editie van de wielerwedstrijd Famenne Ardenne Classic vond plaats op 28 april 2024. De wedstrijd startte en finishte in Marche-en-Famenne en was 195 kilometer lang. De wedstrijd maakte deel uit van de UCI Europe Tour, met de categorie 1.1. De Belg Arnaud De Lie volgde zichzelf op als winnaar, voor Axel Zingle en Maxim Van Gils.

## Uitslag
| Plaats  | Naam                | Ploeg                      | Tijd     |
| ------- | ------------------- | -------------------------- | -------- |
| Winnaar | Arnaud De Lie       | Lotto Dstny                | 4u39'03" |
| 2       | Axel Zingle         | Cofidis                    | z.t.     |
| 3       | Maxim Van Gils      | Lotto Dstny                | z.t.     |
| 4       | Riley Sheehan       | Israel-Premier Tech        | z.t.     |
| 5       | Emilien Jeannière   | TotalEnergies              | z.t.     |
| 6       | Hugo Hofstetter     | Israel-Premier Tech        | z.t.     |
| 7       | Axel Huens          | TDT-Unibet                 | z.t.     |
| 8       | Lorenzo Rota        | Intermarché-Wanty          | z.t.     |
| 9       | Vincent Van Hemelen | Sport Vlaanderen-Baloise   | z.t.     |
| 10      | Mads Andersen       | Airtox-Carl Ras            | z.t.     |
| 11      | Simone Gualdi       | Intermarché-Wanty          | z.t.     |
| 12      | Gianluca Brambilla  | Q36.5                      | z.t.     |
| 13      | Ceriel Desal        | Bingoal WB                 | z.t.     |
| 14      | Magnus Bak Klaris   | Airtox-Carl Ras            | z.t.     |
| 15      | Célestin Guillon    | Van Rysel-Roubaix          | z.t.     |
| 16      | Mateusz Kostański   | Voster ATS                 | z.t.     |
| 17      | Emmanuel Morin      | Van Rysel-Roubaix          | z.t.     |
| 18      | Abram Stockman      | TDT-Unibet                 | z.t.     |
| 19      | Jens Reynders       | Bingoal WB                 | z.t.     |
| 20      | Jonathan Lastra     | Cofidis                    | z.t.     |
|         |                     |                            |          |
| 23      | Joris Reinderink    | Metec-Solarwatt p/b Mantel | z.t.     |

2017 · 2018 · 2019 · 2020 · 2021 · 2022 · 2023 · 2024 · 2025